# Michael Galea
Michael Galea (Triq Scicluna, 1º febbraio 1979) è un ex calciatore maltese, di ruolo attaccante.

## Palmarès

### Club

#### Competizioni nazionali
- Campionato maltese: 3

Birkirkara: 1999-2000, 2005-2006, 2009-2010
- Coppa di Malta: 4

Birkirkara: 2001-2002, 2002-2003, 2004-2005, 2007-2008
- Supercoppa di Malta: 5

Birkirkara: 2002, 2003, 2004, 2005, 2006

### Individuale
- Capocannoniere della Premier League: 2

2002-2003 (18 gol, ex aequo con Adrian Mifsud e Danilo Dončić), 2005-2006 (19 gol)